# Dasylechia atrox
Dasylechia atrox är en tvåvingeart som först beskrevs av Samuel Wendell Williston  1883.  Dasylechia atrox ingår i släktet Dasylechia och familjen rovflugor. Inga underarter finns listade i Catalogue of Life.